# Mungo (trhaná vlna)
Mungo je textilní surovina („trhaná vlna“), která vzniká rozvlákněním těžkých valchovaných tkanin.

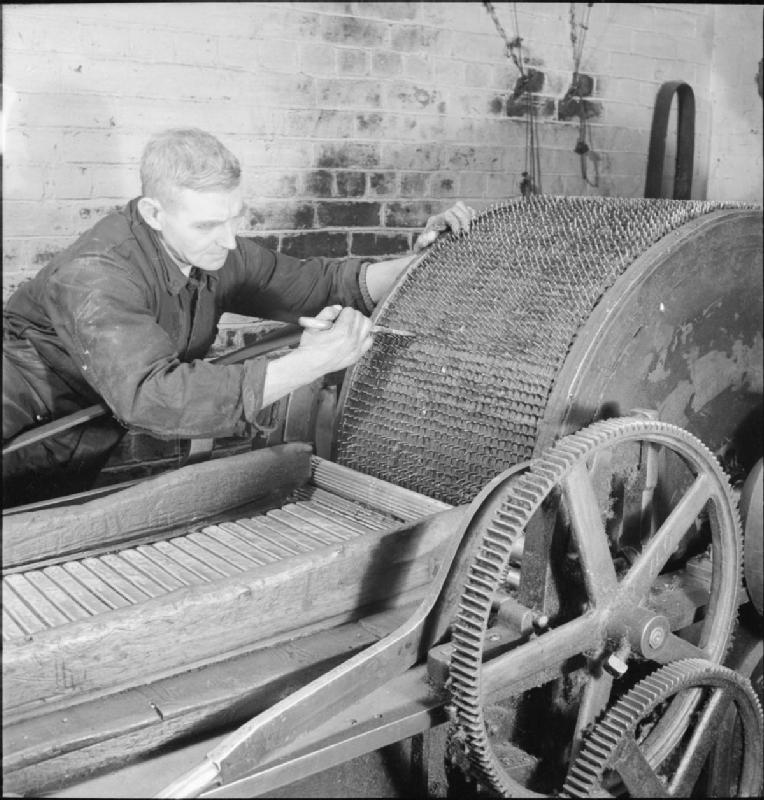
Buben trhacího stroje (Anglie 1942)

## Výroba a použití munga
Vytříděné, rozstříhané hadry se (často) karbonizují, napouštějí 10-12 % špikovacího oleje a předkládají trhacím strojům (kovové hroty několika bubnů za sebou vytrhávají z pevně stisknuté textilie chomáče vláken). Chomáče se pak zpravidla dále rozvolňují na tzv. druzetách nebo garnetách (ozubené válce pracující na principu mykání).
Rozvolněný materiál obsahuje vlákna s maximální délkou 10-15 mm a s velmi nízkou pevností, zpravidla v různobarevných odstínech. Materiál se dá použít k výrobě mykané příze jen s podílem asi do 30 % ve směsi s tzv. nosnými vlákny na přikrývky a levné oděvní tkaniny a pleteniny. 
Ze začátku 21. století je známé také použití munga na netkané textilie 

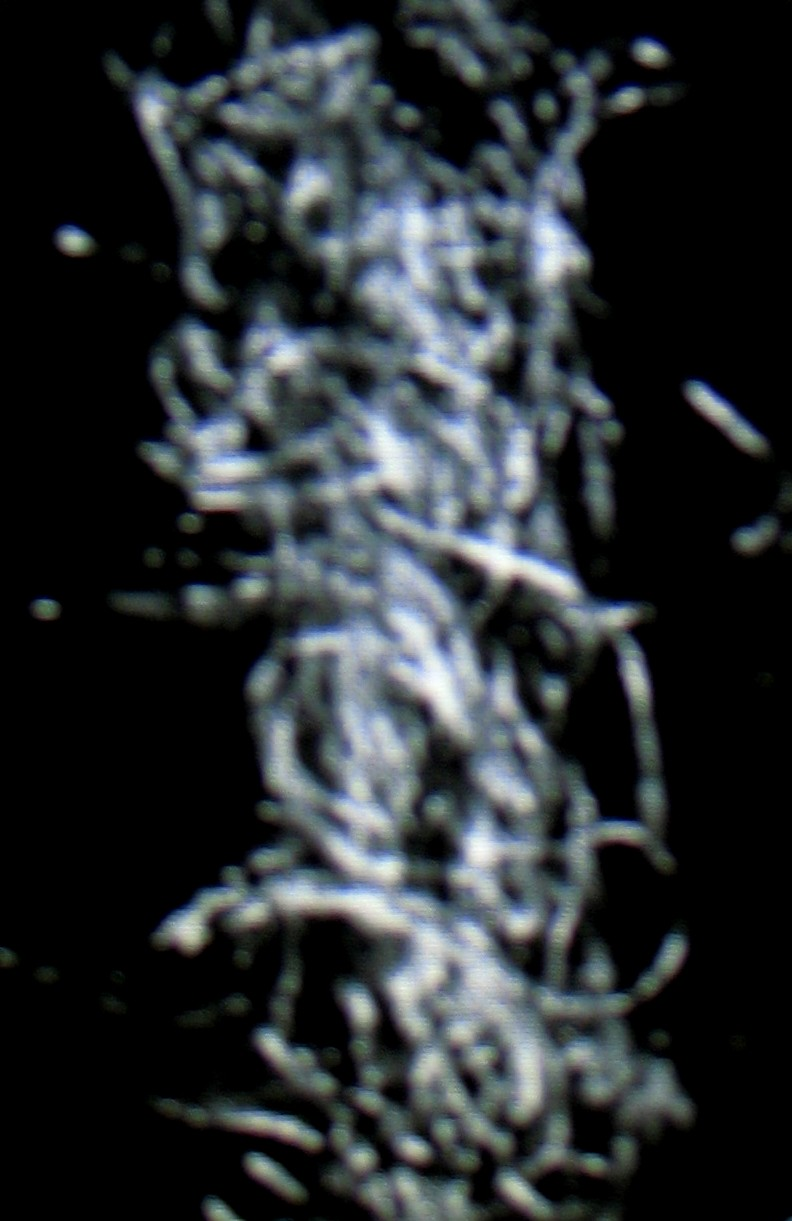
Mungo v přízi ze selfaktoru (Anglie 1920, 40 x zvětšeno)

## Z historie munga
Technologii rozvlákňování tuhých tkanin začal používat Samuel Parr v anglickém hrabství Yorkshire v roce 1834. Asi o 20 let dříve tam byla zavedena výroba shoddy (recyklace pletenin a měkčích textilií). Název mungo měl vzniknout při prvních nabídkách nové vlákniny, kdy se Parr snažil přesvědčit nedůvěřivého zákazníka slovy: „it mun goa“, spisovně: it must go (česky: „to musí jít“ (bez potíží spřádat) ).
Ve 2. dekádě 20. století stálo mungo asi 5,5 pencí / kg (cena střížní vlny byla cca čtyřnásobná). 
Na začátku 21. století se mungo přidávalo také do směsí s hodnotnými materiály, jako je mohér, kašmír nebo šapové hedvábí.  Informace ani o rozsahu výroby ani o cenách nejsou publikovány.